# Last Time I Saw Him (singolo)
Last Time I Saw Him è un singolo della cantante statunitense Diana Ross, pubblicato nel 1973 ed estratto dall'album omonimo.
La canzone è stata scritta da Michael Masser e Pam Sawyer.

## Tracce
1. Last Time I Saw Him
2. Save the Children

## Cover
- Una cover in chiave country è stata realizzata dalla cantante statunitense Dottie West per il suo album del 1974 House of Love.